# Ciudad Santa
Ciudad santa es una denominación que reciben aquellos lugares de peregrinación de una comunidad religiosa. Entre estos sitios se hallan:[cita requerida]
- Amritsar (sijismo)
- Asís (cristianismo)
- Ávila (cristianismo)
- Belén (cristianismo)
- Benarés (hinduismo)
- Caravaca de la Cruz (cristianismo)
- Cuzco (andinismo)
- Dwarka (hinduismo)
- Fátima (cristianismo)
- Hebrón (islam, judaísmo)
- Jerusalén (cristianismo, islam, judaísmo)
- Kairuán (islam, judaísmo)
- Kerbala (chiismo)
- Kurukshetra (hinduismo)
- La Meca (islam)
- Lhasa (budismo)
- Lourdes (cristianismo)
- Mashhad (chiismo)
- Medina (islam)
- Nayaf (chiismo)
- Nazaret (cristianismo)
- Qom (chiismo)
- Ranakpur (jainismo)
- Roma (cristianismo)
- Safed (judaísmo)
- Santiago de Compostela (cristianismo)
- Teotihuacán (toltequidad)
- Tiberíades (judaísmo)
- Santo Toribio de Liébana (cristianismo)
- Urda (cristianismo)
- Valencia (cristianismo)
- Velankanni (cristianismo)
- Vrindavan (hinduismo)

- Datos: Q692581
- Multimedia: Holy cities / Q692581